# Tim Krul
Timothy Michael Krul (ur. 3 kwietnia 1988 w Hadze) – holenderski piłkarz, występujący na pozycji bramkarza w angielskim klubie Luton Town oraz w reprezentacji Holandii. Brązowy medalista Mistrzostw Świata 2014

## Kariera klubowa
Na Wyspy Brytyjskie trafił w 2005 roku z ADO Den Haag. W maju ówczesnego roku brał udział w mistrzostwach Europy U-17 rozgrywanych w Toskanii, a następnie stał się bramkarzem reprezentacji U–21. Swój debiut w Newcastle w nieoficjalnym meczu zaliczył 29 lipca 2006 roku. Zagrał wówczas w meczu towarzyskim z PSV Eindhoven. Kilkakrotnie znajdował się na ławce rezerwowych Newcastle, gdy kontuzji doznał pierwszy bramkarz tego klubu – Shay Given. Pierwszy oficjalny mecz w Newcastle rozegrał w rozgrywkach Pucharu UEFA w 2006 roku z US Palermo. 13 czerwca 2007 roku podpisał nowy, 4-letni kontrakt z drużyną Newcastle. W tym samym miesiącu był w reprezentacji na Mistrzostwach Europy U-21, które Holandia wygrała. Niedługo potem, zakwalifikował się z drużyną narodową do Igrzysk Olimpijskich 2008. 3 sierpnia 2007 Krul dołączył do szkockiego klubu Falkirk na zasadzie wypożyczenia do 1 stycznia 2008. Niedługo później młody Holender zaliczył debiut w rozgrywkach Scottish Premier League meczem z Gretną. Bramkarz zachował czyste konto, a Falkirk wygrał 4:0. W Falkirk rozegrał łącznie 22 mecze. 21 listopada 2008 roku został wypożyczony na jeden miesiąc do Carlisle United. Zadebiutował tam 22 listopada w spotkaniu z Cheltenham Town. Następnie jego okres wypożyczenia został przedłużony o miesiąc. Zagrał tam jeszcze w ośmiu spotkaniach, po czym, 21 stycznia 2009 roku, powrócił do Newcastle. Zadebiutował w nim 8 sierpnia 2009 w meczu Football League Championship z West Bromwich Albion (1:1). W 2010 roku awansował z Newcastle do Premier League. Od sezonu 2011/12 Krul jest pierwszym bramkarzem Newcastle.

## Kariera reprezentacyjna
4 czerwca 2011 Krul zadebiutował w reprezentacji Holandii w zremisowanym 0:0 towarzyskim meczu z Brazylią. Zebrał za swój występ pozytywne recenzje; według niektórych obserwatorów dzięki jego dobrym interwencjom Holendrzy nie przegrali tego spotkania. 5 lipca 2014 roku zagrał na Mistrzostwach Świata w Brazylii, zmieniając w 120. minucie Jaspera Cillessena. Krul obronił dwa strzały w serii rzutów karnych, a reprezentacja Holandii uzyskała awans do półfinału tego turnieju.